# Johann Georg Jung

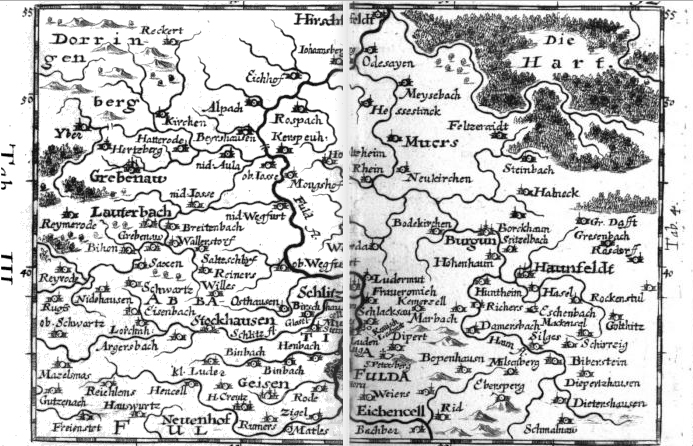
Jedna z prac Johanna Georga Junga i jego syna z 1641

Johann Georg Jung (ur. 20 maja 1583 w Feuchtwangen, zm. 1641) – niemiecki drukarz, kartograf, malarz, założyciel wielopokoleniowej pracowni drukarskiej, malarskiej i kartograficznej w Rothenburg ob der Tauber, współautor pierwszej mapy drogowej Europy Środkowej. 
Jego ojcem był David Jung (1538-1603), matką Helena z Herboltzheimerów (ur. 1559 w Hassfelden). Johann Georg Jung ożenił się 28 stycznia 1606 z Barbarą Wolf (ur. 1582 w Feuchtwangen, córką Bernharta Wolfa (1550-1600) i Barbary z Dürnerów (1550-1598). Z Feuchtwangen Jungowie przenieśli się do Rothenburg ob der Tauber, w którym Johann Georg założył swoją pracownię. Miał dwóch synów, malarzy oraz kartografów: Johanna Georga Junga juniora (1607-1648) i Georga Conrada Junga (1612-1691). 
W czerwcu 1607 od władz Rothenburg ob der Tauber otrzymał obywatelstwo miejskie oraz przywilej hodowli gołębi, co było prawem zarezerwowanym dla miejscowego patrycjatu. W 1625 dostarczył miastu ze swojej pracowni trzy zegary słoneczne oraz rzeźbę orła. Jung zanim został kartografem u swojego ojca w feuchtwangenowskiej pracowni uczył się malarstwa, inkrustowania oraz cięcia i ozdabiania szkła.
Johann Georg Jung w 1633, dzięki książęcej protekcji przygotowywał plany i szkice na potrzeby dworu saksońskiego, jednak dopiero od 1638 Jung wraz z najmłodszym synem Georgiem Conradem zaczął w swojej pracowni kartograficznej pełną produkcję map. W 1639 były to m.in.: plany miasta Würzburga (w skali 1:300 000), natomiast w 1641 pionierskie dzieło Totius Germaniae Novum Itinerarium (w skali 1:485 000), w którym naniesiono wszystkie znane ówcześnie szlaki, drogi i trakty komunikacyjne. Jungowie sporządzili również pierwszy w historii plan Rothenburg ob der Tauber. Łącznie w pracowni Jungów sporządzono w tym czasie około trzydziestu różnych dzieł kartograficznych.

## Ważniejsze prace kartograficzne
- Totius Germaniae Novum Itinerarium (1641) (wraz z synem)
- Nobilissimis Amplissimis Consultissimis viris Dominis D. Consultbus, Totiquae Senatui inclytae Reipublicae Noribergensis Dedicabant John Georgius, et Georgius Conradus Jungii Rotenburgo Tubernj totius GERMANIA 1641 (wraz z synem)